# For Once in My Life (canción de Melanie B)
For Once In My Life es una canción de la cantante británica Melanie Brown, más conocida como Mel B. La canción fue lanzada el 19 de septiembre de 2013 a través de iTunes.

## Vídeo
El vídeo musical de For Once In My Life fue estrenado el 19 de septiembre en el canal de oficial de Melanie B en YouTube, cuando éste ya contaba con más de 200.000 reproducciones fue eliminado y colgado a su canal oficial de vídeos musicales en Vevo el 28 de octubre de 2013.
- Datos: Q15120130